# Pealius schimae
Pealius schimae là một loài côn trùng cánh nửa trong họ Aleyrodidae, phân họ Aleyrodinae.
Pealius schimae được Takahashi miêu tả khoa học đầu tiên năm 1950.